# Спондж Боб Квадратни гащи
„Спондж Боб Квадратни гащи“ (на английски: SpongeBob SquarePants) или просто „Спондж Боб“ е американски анимационен сериал, в който се разказват смешни и забавни истории за едноименния герой и приятелите му, които живеят в Атланческия океан – град Бикини Ботъм.
Много от идеите на сериала произлизат от непубликуван образователен комикс, озаглавен „Междузвездната зона“, който Хиленбург създава през 1989 г. Той започва да развива Спондж Боб Квадратни гащи в телевизионен сериал през 1996 г. след отмяната на Rocko's Modern Life. Той се обръща към Том Кени, който работи с него по тази поредица, за да озвучи главния герой. SpongeBob първоначално носи името SpongeBoy, а сериалът се казва SpongeBoy Ahoy!; и двете са променени, тъй като името вече е запазена търговска марка.

## Сюжет
Спондж Боб е домакинска гъба, която живее в морски ананас. Съседи са му неговият приятел Патрик (морска звезда) и Сепия, който не харесва Спондж Боб и Патрик и понякога иска да се изнесе. Освен с Патрик, Спондж Боб е приятел и с катерицата Санди. Спондж Боб има учителка по кормуване – г-жа Пъф (риба балон), но никога не успява да мине изпита. Той работи като главен готвач при г-н Рак в ресторанта „Хрупкавият Рак“, заедно със Сепия, който е касиер. г-н Рак има дъщеря тийнейджърка на име Перла, която е кит. Кръвният враг на г-н Рак е Планктон, който много обича ракбургери и се опитва по всевъзможни начини да открадне тайната рецепта за тях. Планктон работи в заведението „Вонящата кофа“, където почти никога няма клиенти. Спондж Боб има морски охлюв на име Гари за домашен любимец и е винаги в добро настроение, което често дразни Сепия. Сепия обича да си почива и да свири на кларинет, но точно тогава Спондж Боб и Патрик го канят на любимото си занимание – лов на медузи, което той отказва, или играят шумно, което го дразни.

## Излъчване (САЩ)
| Сезон | Сезон | Епизоди | Епизоди | Първоначално излъчван | Първоначално излъчван |
| Сезон | Сезон | Епизоди | Епизоди | Първо излъчено        | Последно излъчено     |
| ----- | ----- | ------- | ------- | --------------------- | --------------------- |
|       | 1     | 20      | 20      | 1 май 1999 г.         | 3 март 2001 г.        |
|       | 2     | 20      | 20      | 26 октомври 2000 г.   | 26 юли 2003 г.        |
|       | 3     | 20      | 20      | 5 октомври 2001 г.    | 11 октомври 2004 г.   |
|       | 4     | 20      | 20      | 6 май 2005 г.         | 24 юли 2007 г.        |
|       | 5     | 20      | 20      | 19 февруари 2007 г.   | 19 юли 2009 г.        |
|       | 6     | 26      | 26      | 3 март 2008 г.        | 5 юли 2010 г.         |
|       | 7     | 26      | 26      | 19 юли 2009 г.        | 11 юни 2011 г.        |
|       | 8     | 26      | 26      | 26 март 2011 г.       | 6 декември 2012 г.    |
|       | 9     | 26      | 26      | 21 юли 2012 г.        | 20 февруари 2017 г.   |
|       | 10    | 11      | 11      | 15 октомври 2016 г.   | 2 декември 2017 г.    |
|       | 11    | 26      | 26      | 24 юни 2017 г.        | 25 ноември 2018 г.    |
|       | 12    | 26      | 26      | 11 ноември 2018 г.    | 29 април 2022 г       |
|       | 13    | 26      | 26      | 22 октомври 2020 г.   | TBA                   |

## Герои
- Спондж Боб (SpongeBob) – жълта гъба с големи сини очи и стърчащи предни зъби, с трапчинки на бузите и лунички. Той може по свое желание да изменя дължината и формата на ръцете си, всмуквайки ги в себе си. Обикновено носи бяла риза с къси ръкави, червена вратовръзка, лъснати до блясък черни обувки и кафяви квадратни гащи. Той работи като готвач в закусвалнята „Хрупкавият рак“ под ръководството на г-н Рак. Спондж Боб много обича своята работа и с голяма отговорност се отнася към своите задължения (поне 26 пъти по ред е бил най-добрият работник на месеца). Да работи в закусвалнята е била неговата мечта: от малък той умее да приготвя великолепни ракбургери. Едно от любимите му занимания е лов на медузи. Спондж боб е майстор по правенето на балони. Той може да прави балони с най-различни форми и размери. Също така обича да се занимава с карате заедно с катерицата Санди Чийкс. Той се опитва и да получи шофьорска книжка за каране на лодка, но не може да изкара нито един изпит (общо 56 пъти е повтарял) по кормуване в училището на г-жа Пъф. Главната причина затова е, че той започва силно да се притеснява, когато седне зад кормилото на лодката. Независимо от неуспехите, той упорито посещава училището с надеждата да успее.
- Патрик Звездата (Patrick Star) – розова морска звезда, най-добрият приятел на главния герой. Той е доста лаком и много глупав и често му идват луди идеи, които двамата заедно осъществяват в живота. Също така Патрик много обича да лови медузи със Спондж Боб. Неговият израз е „Готов съм“.
- Сепия (Squidward) – обича само тишината и покоя, но живее заедно с двама весели съседи като Спондж Боб и Патрик, затова съдбата не му е дала да изпълни мечтата на живота си. Сепия винаги е в лошо настроение, освен когато свири на кларинета си. Той работи като касиер в „Хрупкавият рак“ и за разлика от Спондж Боб ненавижда своята работа.
- Санди Чийкс (Sandy Cheeks) – катерица във водолазен костюм от щата Тексас. Тя се занимава с карате и обича науката. Живее под стъклен похлупак, където има въздух.
- Г-н Рак (Mr. Krabs) – собственик на закусвалнята „Хрупкавият рак“. Той обича две неща: парите и своята дъщеря Перла.
- Гари (Gary) – домашният любимец на Спондж Боб. Той е морски охлюв. Мяука подобно на котка и е предан на Спондж Боб. Много обича да яде.
- Г-жа Пъф (Mrs. Penelope Puff) – учителка по кормуване на Спондж Боб, която постоянно се ужасява от неговото лошо каране. Тя е риба балон.
- Перла (Pearl) – ревливата дъщеря на г-н Рак, която обича бисерите повече от всичко на света. Тя постоянно иска пари от баща си. Любимото ѝ място е гимназията и има много приятелки.
- Карън (Karen) – суперкомпютър, „жена“ на Планктон, създадена от него.
- Омарът Лари (Larry Lobster) – омар спортист, занимаващ се с тежка атлетика. Той работи като спасител в Лепкавата лагуна.
- Планктон (Plankton) – „злодеят“ във филма. Той е единственият конкурент на г-н Рак в бизнеса, но почти никой не посещава неговия ресторант. Той винаги измисля хитроумни планове, за да открадне рецептата за ракбургера, но неговите безумни идеи никога не се осъществяват. Неговият ресторант се казва „Вонящата кофа“. В началото с г-н Рак са били приятели.
- Летящият Холандец (Flying Dutchman) – призрак, който често посещава града. Той обича да плаши рибите и в един от епизодите даже учи Спондж Боб и Патрик на изкуството „плашене“.
- Скуилям Готиният  (Squilliam Fancyson) – смъртния враг на Сепия. Скуилям има дълги черни вежди и обикновено е облечен в лилав халат. Той притежава много пари и Сепия винаги се опитва да го впечатли, но не успява.

В Бикини Ботъм живеят и още риби, които се занимават със своите работи.

## Филмови версии
През 2004 г. излиза „Спондж Боб Квадратни гащи: Филмът“. Бюджетът е 30 милиона долара, а приходите 104,2 милиона.
През 2015 г. излиза филмът „Спондж Боб: Гъба на сухо“.
През 2020 г. излиза филма „Спондж Боб: Гъба беглец“.

## Анимационният сериал в България
В България сериалът се излъчва от 3 септември 2007 г., като част от детската програма на Диема Фемили, всеки делничен ден от 16:10 през първите две седмици, а от третата в 16:15, с български дублаж и завършва излъчването си на 16 април 2008 г. На 9 март 2009 г. започва повторно излъчване, всеки делник от 08:00, а от 21 април от 07:55. По-късно започва да се излъчва от 08:20, а последният излъчен епизод от повторенията е на 24 август. На 5 октомври 2010 г. започва още веднъж, всеки делничен ден от 06:20 и завършва на 4 април 2011 г. Излъчени са първите шест сезона.
От 25 април 2011 г. се излъчва по Super 7, всеки делничен ден от 14:00 по два епизода и през уикенда от 14:00 по четири епизода. От 2013 г., в края на април осми сезон се излъчва като премиера всеки делничен ден от 14:00 по един епизод и през уикенда от 13:00 по пет епизода. Дублажът е същият като на Диема Фемили. Излъчени са първите шест сезона, като всички споменавания на Диема са изтрити. След това са излъчени премиерно седми и осми сезон.
От 4 ноември 2013 г. се излъчва по локалната българска версия на Никелодеон. Повторенията на епизодите също се излъчват по локалната версия на Никтуунс в средата на юни 2019 г.
През 2013 г. започва излъчване по Comedy Central Extra с български субтитри от 14:30. От средата на 2016 г. вече се излъчва от 15:30, в събота и неделя от 07:00 по седем епизода, а през делничните дни по три епизода.
На 5 януари 2017 г. е излъчен и по интернет платформата на bTV Voyo.bg, заедно с „Малкото пони: Приятелството е магия“. Дублажът е войсоувър в студио VMS, където е дублиран единствено от първи сезон.
През 2021 г. сериалът е достъпен в HBO GO, и през 2022 г. се премества в HBO Max, но по-късно е премахнат.
В края на 2022 г. е достъпен в стрийминг услугата SkyShowtime.